# Oligoaeschna amani
Oligoaeschna amani là loài chuồn chuồn trong họ Aeshnidae. Loài này được Chhotani, Lahiri & Mitra mô tả khoa học đầu tiên năm 1983.